# Síbalett
Az "acroski" néven is emlegetett síbalett  szabadstílusú sí versenyszám volt az 1960-as évek végétől 2000-ig. 

## Áttekintés
A szaltókat, pörgéseket, lábkeresztezéseket, ugrásokat és forgásokat tartalmazó gyakorlatokat egy hóval borított lapos területen végezték. Az 1970-es évek közepétől a 90 másodperces kűrt zenére adták elő. Az 1980-as években páros versenyszám is létezett, ahol a fentiek mellett emelések, dobások és szinkron-mozgások is voltak. A 3-7 bíróból álló zsűri pontozással értékelt.  

## Története
Az 1960-as évek közepének ellenkultúrájából kinőtt szabadstílusú sí az 1970-es évek közepére vált szét buckasízésre (moguls), síakrobatikára (aerials) és síbalettre (acro ski). Az eleinte buckákkal és ugratókkal is tarkított lejtők start és végpontja között kellett bemutatni a trükköket. Az 1970-es években a síbalett egyre inkább önálló versenyszám lett és egyre laposabb lejtőkön versenyeztek a versenyzők. 1979-ben a Nemzetközi Síszövetség (FIS) létrehozta illetékes bizottságát és kialakította a szabályrendszert. Az 1980-as években a versenyek lebonyolítása tekintetében a síbalett egyre inkább a műkorcsolyára kezdett hasonlítani. Megszűnt a kezdet és végpont, a kűrt egy megadott méretű, körbekerített területen kellett előadni.
Szóba került a versenyszám olimpiai szerepeltetése is. 1988-ban Calgary-ban és 1992-ben Albertville-ben is a bemutató sportágak között szerepelt. Ennek megfelelően olimpiai érmeket is kiosztottak a résztvevők között. Az 1994-es Lillehammer-i olimpia programjában viszont már nem szerepelt, ami megpecsételte a sorsát. Végül a FIS 1999-ben a versenyszám megszüntetéséről határozott.

## Figyelemre méltó sportolók

### Bob Howard (USA)
Az alpesi sí formalitásával és karót nyelt merevségével szembehelyezkedő sportoló a freestyle nagy öregje. Az aerial-t és később a slopestyle-t inspiráló, többszörös világkupagyőztes kiszállt a versenyzésből, amikor a szakág egyre jobban a műkorcsolyára kezdett hasonlítani.

### Wayne Wong (CAN)
A sportág első világbajnoka, a '60, '70, '80-as években a freestyle sí egyik legnagyobb újítója.

### Suzy Chaffee (USA)
Az alpesi-sí karrierje után modellnek állt versenyző az 1970-es évek elején vált a síbalett szcéna kiemelkedő résztvevőjévé. Ő volt az első női alelnöke az USA olimpiai bizottságának és azóta is a nők egyenjogúsításáért küzd a téli sportokban.

### Hermann Reitberger (GER)
A sportág első (félhivatalos) olimpiai bajnoka. A szabadstílusú sí egyik úttörője, aki jó tíz éven át dominálta a versenyszámot. Sportkarrierje után az ágy- és matrackereskedelemben találta meg a számítását.

### Rune Kristiansen (NOR)
Az 54-szeres világkupagyőztes és 1995-ös világbajnok nyerte a bronzérmet Calgary-ban és az ezüstérmet az 1992-es Téli Olimpián. Természetesen norvég bajnok is volt 1985-től 1993-ig.

## Olimpiai eredmények (bemutató sportágként)

### 1988
| Az 1988. évi téli olimpiai játékok érmesei síbalettben | Az 1988. évi téli olimpiai játékok érmesei síbalettben | Az 1988. évi téli olimpiai játékok érmesei síbalettben | Az 1988. évi téli olimpiai játékok érmesei síbalettben | Az 1988. évi téli olimpiai játékok érmesei síbalettben | Az 1988. évi téli olimpiai játékok érmesei síbalettben | Az 1988. évi téli olimpiai játékok érmesei síbalettben |
| ------------------------------------------------------ | ------------------------------------------------------ | ------------------------------------------------------ | ------------------------------------------------------ | ------------------------------------------------------ | ------------------------------------------------------ | ------------------------------------------------------ |
|                                                        | Arany                                                  | Arany                                                  | Ezüst                                                  | Ezüst                                                  | Bronz                                                  | Bronz                                                  |
| Férfiak                                                | Hermann Reitberger · NSZK (FRG)                        | 46,6                                                   | Lane Spina · Egyesült Államok (USA)                    | 45,6                                                   | Rune Kristiansen · Norvégia (NOR)                      | 44,0                                                   |
| Nők                                                    | Christine Rossi · Franciaország (FRA)                  | 45,8                                                   | Jan Bucher · Egyesült Államok (USA)                    | 44,0                                                   | Conny Kissling · Svájc (SUI)                           | 43,2                                                   |

### 1992
| Az 1992. évi téli olimpiai játékok érmesei síbalettben | Az 1992. évi téli olimpiai játékok érmesei síbalettben | Az 1992. évi téli olimpiai játékok érmesei síbalettben | Az 1992. évi téli olimpiai játékok érmesei síbalettben | Az 1992. évi téli olimpiai játékok érmesei síbalettben | Az 1992. évi téli olimpiai játékok érmesei síbalettben | Az 1992. évi téli olimpiai játékok érmesei síbalettben |
| ------------------------------------------------------ | ------------------------------------------------------ | ------------------------------------------------------ | ------------------------------------------------------ | ------------------------------------------------------ | ------------------------------------------------------ | ------------------------------------------------------ |
|                                                        | Arany                                                  | Arany                                                  | Ezüst                                                  | Ezüst                                                  | Bronz                                                  | Bronz                                                  |
| Férfiak                                                | Fabrice Becker · Franciaország (FRA)                   | 28,15                                                  | Rune Kristiansen · Norvégia (NOR)                      | 28,00                                                  | Lane Spina · Egyesült Államok (USA)                    | 27,40                                                  |
| Nők                                                    | Conny Kissling · Svájc (SUI)                           | 25,30                                                  | Cathy Féchoz · Franciaország (FRA)                     | 25,20                                                  | Sharon Petzold · Egyesült Államok (USA)                | 24,10                                                  |